# Boji (Hund)
Boji ist ein Straßenhund in Istanbul, Türkei, der 2021 internationale Aufmerksamkeit erlangte, weil er täglich verschiedene öffentliche Verkehrsmittel der Stadt benutzt.
Sein Name ist das türkische Wort für Drehgestell, das Laufwerk eines Schienenfahrzeugs.
Boji wird als Kangal-Mischling mit hellbraunem Fell, dunklen Augen und Schlappohren beschrieben. Er nutzt Busse, U-Bahnen, Straßenbahnen und Fähren, um sich in Istanbul fortzubewegen.
Stadtmitarbeiter ließen den Hund impfen und mit einem Chip ausstatten, so dass sein Aufenthaltsort jederzeit festgestellt werden kann. Man fand heraus, dass Boji an einem Tag Dutzende U-Bahn-Stationen benutzte und bisweilen über 30 Kilometer zurücklegte.
Bojis Unternehmungen wurden erstmals Mitte 2021 öffentlich bekannt. Man hatte den Eindruck, der Hund wisse, wohin er fahren wolle, als habe er jedes Mal ein Reiseziel. Ein Twitter-Account mit türkischen und englischen Tweets wurde für Boji eingerichtet, der Anfang November 2021 über 90.000 Follower hatte. Boji ist auch auf Instagram vertreten. Viele Menschen veröffentlichen Selfies und Videos mit Boji auf ihren Social-Media-Seiten.
Am 11. Januar 2022 gab der Bürgermeister von Istanbul, Ekrem İmamoğlu, bekannt, dass Boji mittlerweile von dem Geschäftsmann Ömer Koç adoptiert wurde.